# حادثة دوجر بانك

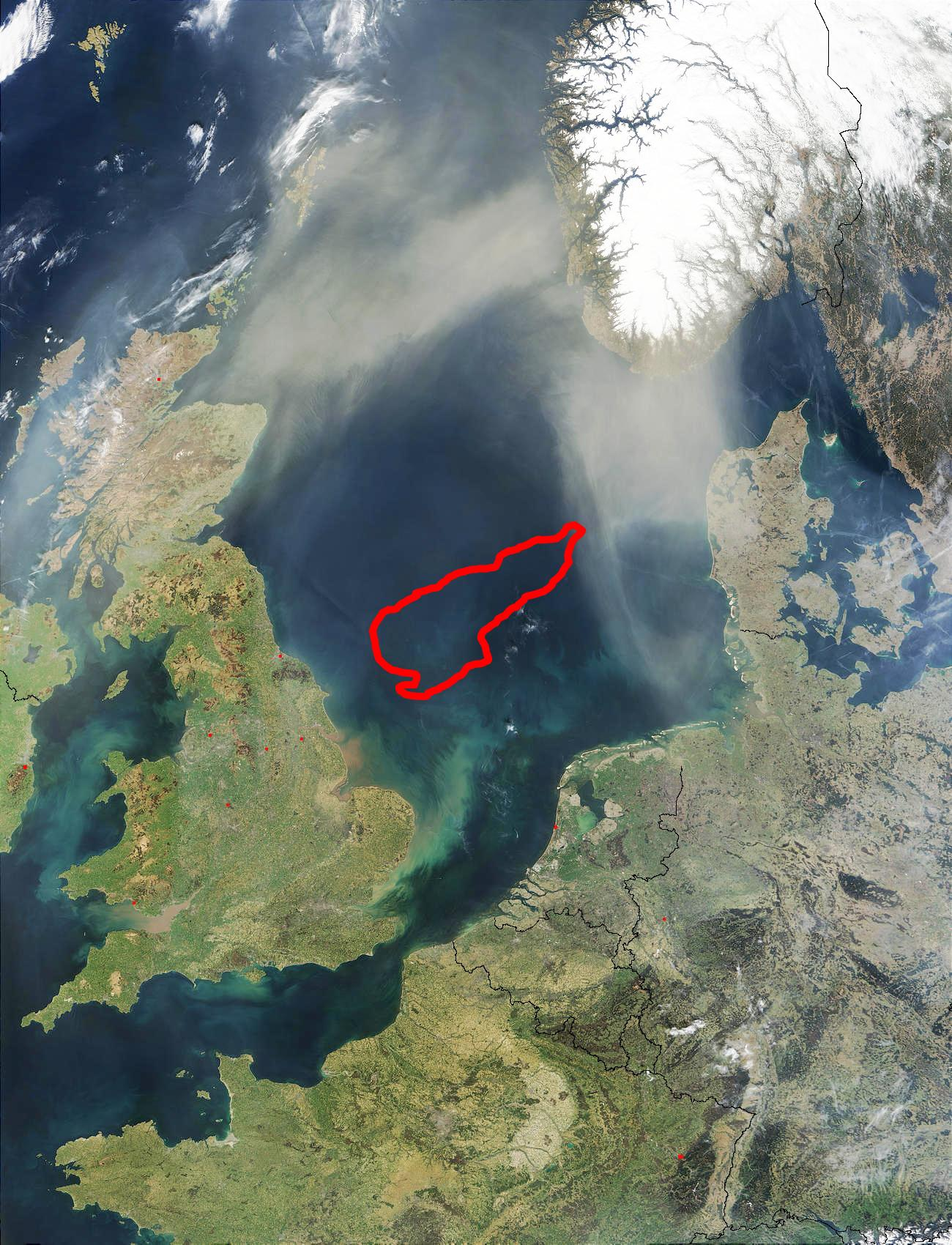
موقع نبكة دجر في بحر الشمال.

حادثة نَبْكَةُ دُجَر أو (نقحرة: دوجر بانك) (المعروفة أيضًا باسم حادثة بحر الشمال أو الفضيحة الروسية) حدثت في ليلة 22 أكتوبر 1904، عندما قام أسطول بحر البلطيق التابع للبحرية الروسية الإمبراطورية بإطلاق النار بالخطأ على سفن بريطانية لصيد الأسماك في منطقة نبكة دجر في بحر الشمال معتقداً بأنه أسطول حربي تابع للبحرية الإمبراطورية اليابانية، كما أطلقت السفن الحربية الروسية النار على بعضها البعض بالخطأ خلال تلك الفوضى، وقد نتج عن تلك الحادثة وفاة اثنين من الصيادين البريطانيين وأُصيب 6 آخرين، كما غرقت إحدى سفن الصيد وتضررت 5 سفن أخرى، في حين قُتل بحار وكاهن على متن طراد روسي خلال تبادل إطلاق النار، وكان الحادث سيؤدي إلى نشوب الحرب بين بريطانيا وروسيا.

## الحادث
كانت السفن الحربية الروسية المشاركة في الحادث في طريقها إلى الشرق الأقصى، لتعزيز أسطول المحيط الهادئ الأول المتمركز في بورت آرثر، والذي انتقل لاحقا إلى فلاديفوستوك خلال الحرب الروسية اليابانية، وبسبب مشاهدة الأسطول المزعومة لمناطيد وأربعة طرادات حربية معادية في اليوم السابق، إلى جانب «اعتقادهم بأن اليابانيين أرسلوا سفنهم لجميع أنحاء العالم لمهاجمتهم»  طالب الأميرال الروسي زينوفي روجستفينسكي سفنه بزيادة اليقظة، وأصدر أمراً «بعدم السماح لأي سفينة من أي نوع بالدخول بين الأسطول». 

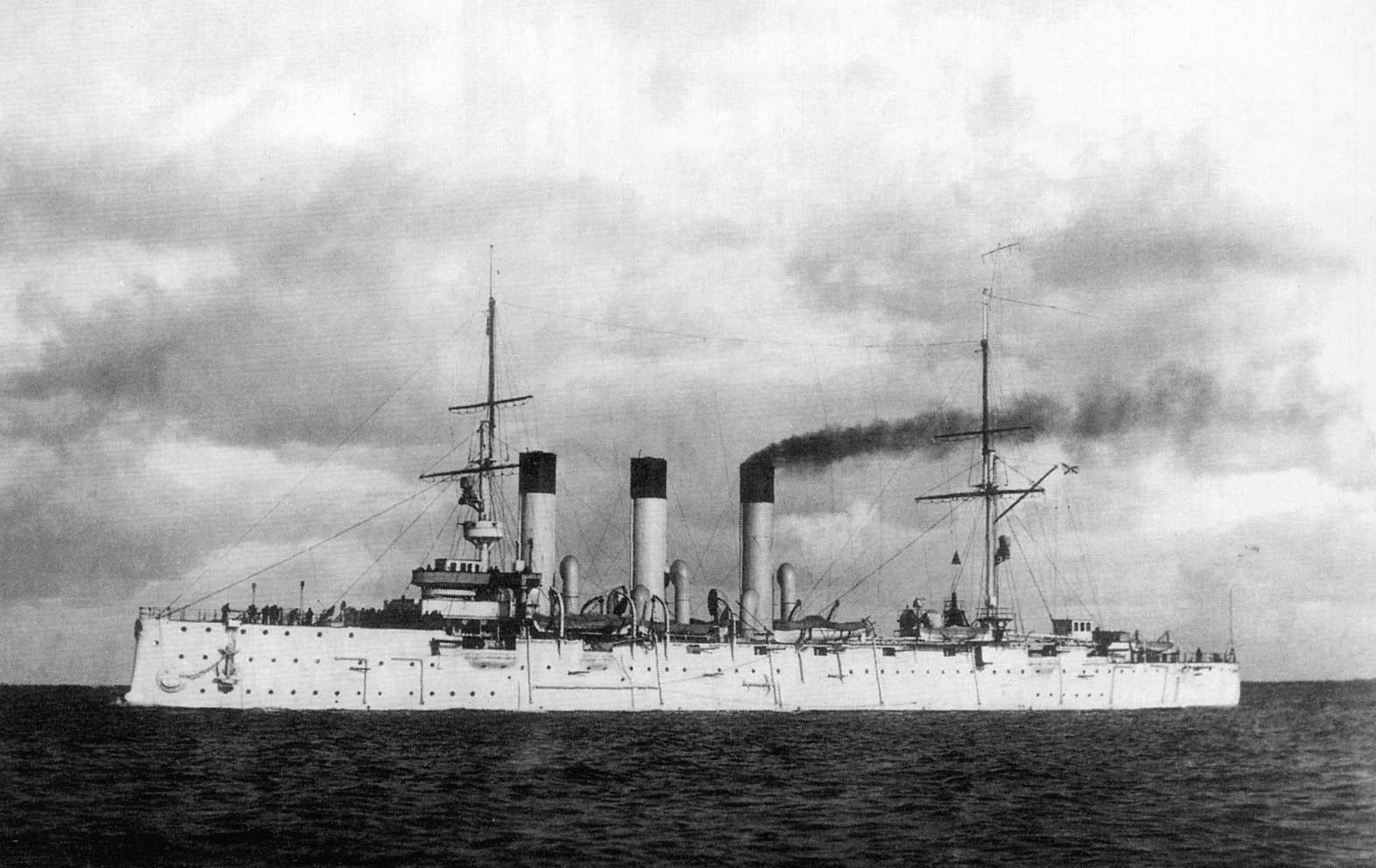
أورورا ، طراد روسي هاجمته سفن روسية أخرى خلال الحادث.

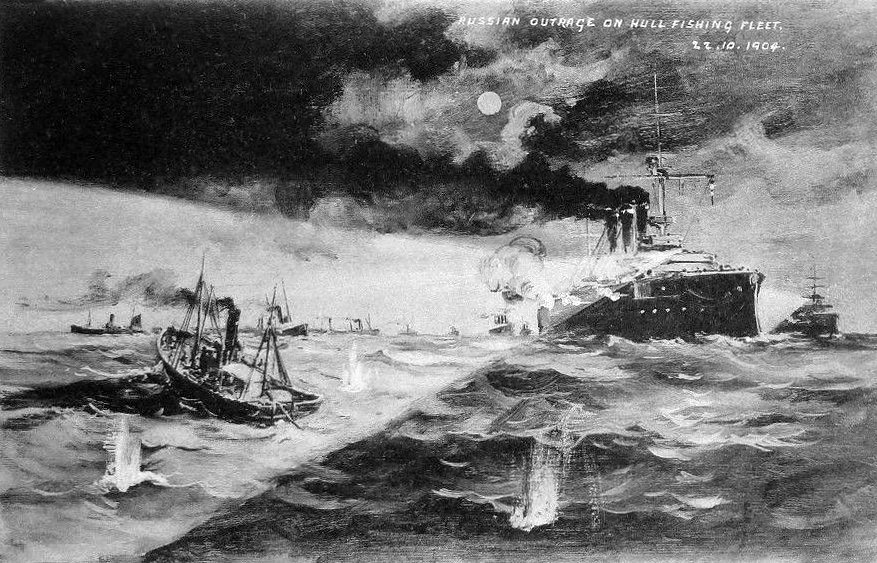
سفن الصيد أطلقت عليها النيران

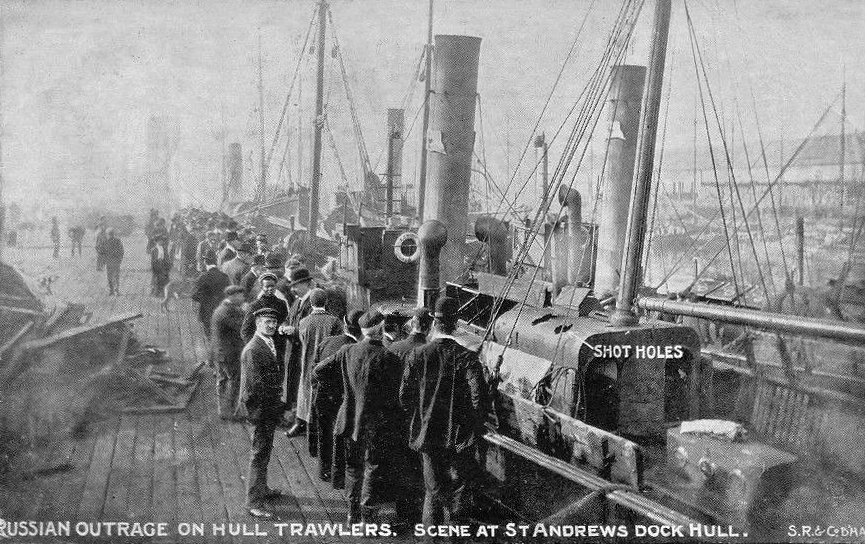
سفن الصيد التالفة بعد العودة إلى حوض أندروز سانت

كان من المعروف أن مخابرات العدو كانت نشطة للغاية في المنطقة.  كان لزوارق طوربيد -وهو تطور حديث للقوات البحرية الكبرى- إمكانية تدمير سفن حربية كبيرة وإغراقها، وكان من الصعب للغاية اكتشافها، مما تسبب في ضغوط نفسية على البحارة في الحرب.
أثرت الشائعات على الأسطول الروسي وكان هناك خوف عام بالأسطول من هجوم ياباني محتمل، لاسيما مع انتشار شائعات عن وجود أسطول من زوارق الطوربيد اليابانية متمركز قبالة السواحل الدنماركية، وعن قيام اليابانيين بزرع ألغام بحرية ومشاهدات مزعومة للغواصات اليابانية، وقبل حادثة نبكة دُجَر أطلق طاقم الأسطول الروسي المتوترين النار على الصيادين الذين كانوا يحملون شحنة قنصلية من روسيا إليهم، بالقرب من الساحل الدانماركي، دون التسبب في أي ضرر بسبب سوء دقة نيرانهم.
بعد التنقل في حقل ألغام غير موجود، أبحر الأسطول الروسي في بحر الشمال. بدأت كارثة 21 أكتوبر في المساء عندما استولى قبطان سفينة الإمداد كامتشاتكا (Камчатка)، التي كانت الأخيرة في الخط الروسي، على سفينة سويدية عابرة لقارب ياباني طوربيدي وراديو تعرض للهجوم. في وقت لاحق من تلك الليلة خلال الضباب شاهد الضباط المناوبون سفن الصيد البريطانية، وفسروا إشاراتهم بشكل غير صحيح وصنفوها على أنها قوارب طوربيد يابانية، على الرغم من كونها أكثر من 20,000 ميل (32,000 كـم) من اليابان. أضاءت السفن الحربية الروسية سفن الصيد بكشافاتها وفتحت النار. غرقت السفينة البريطانية كرين وقتل قبطانها وزميلها الأول. تضررت أربعة سفن صيد أخرى وأصيب ستة صيادين آخرين، توفي أحدهم بعد بضعة أشهر. نظرًا لأن سفن الصيد كانت تحتفظ بشباكها لم يتمكنوا من الفرار، وفي الفوضى العارمة أطلقت سفن روسية النار على بعضها البعض: وتم الاستيلاء على الطرود وديمتري دونسكوي للسفن الحربية اليابانية، وقصفت بسبع سفن حربية تبحر في الأرجاء، مما ألحق أضرارًا بالسفينتين، وقتل قسيس واحد على الأقل بحار وإصابة آخر بجروح خطيرة. خلال هذا الحدث أشارت عدة سفن روسية إلى أن طوربيدات قد أصابتهم، وعلى متن سفينة حربية بورودينو انتشرت أن السفينة كانت على متن اليابانيين مع بعض الطاقم يرتدون سترات النجاة على سطح السفينة، والبعض الآخر يرسم قصاصات. تم تجنب الخسائر الأكثر خطورة للجانبين فقط بسبب تدني نوعية المدافع الروسية، حيث أطلقت سفينة حربية أكثر من 500 قذيفة دون أن تصيب أي شيء.  بعد عشرين دقيقة من إطلاق النار رأى الصيادون إشارة ضوئية زرقاء على إحدى السفن الحربية، وهي أمر بوقف إطلاق النار.

## ما بعد الحادثة
أدى الحادث إلى صراع دبلوماسي خطير بين روسيا وبريطانيا، والذي كان خطيرًا بشكل خاص بسبب التحالف الأنجلو-ياباني. في أعقاب بعض الصحف البريطانية وصفت الأسطول الروسي بـ«القراصنة»، وانتقد الأدميرال Rozhestvensky بشدة لعدم ترك قوارب النجاة البريطانيين. وكانت افتتاحية صحيفة التايمز الصباحية قاسية للغاية وجاء فيها: 

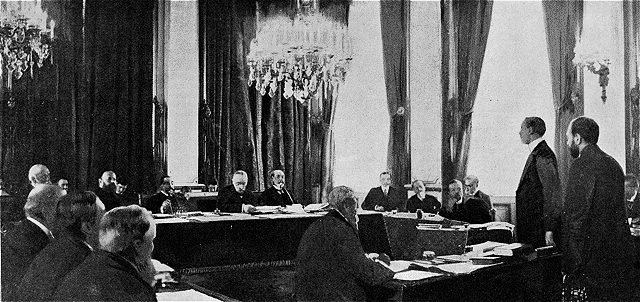
دورة لجنة التحقيق الدولية

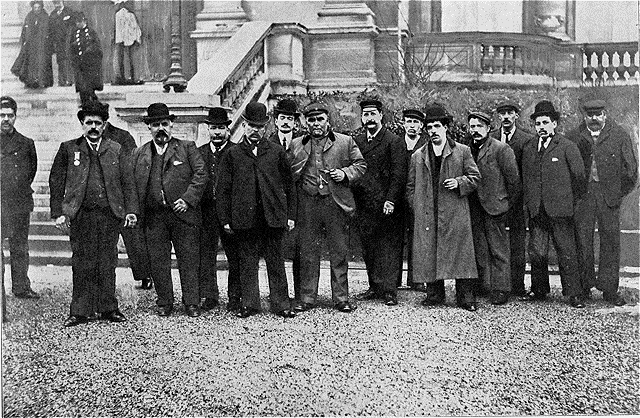
صيادون بريطانيون في باريس للإدلاء بشهادتهم أمام اللجنة

استعدت البحرية الملكية البريطانية للحرب، حيث طلب من 28 بارجة حربية من أسطول الوطن الاستعداد للإبحار، في حين لاحقت الطرادات البريطانية الأسطول الروسي خلال سيره في خليج بسكاي وأسفل ساحل البرتغال. تحت الضغط الدبلوماسي وافقت الحكومة الروسية على التحقيق في الحادث، وأُمر روجستفينسكي بالوقوف في فيجو بإسبانيا، حيث ترك وراءه هؤلاء الضباط الذين يعتبرون مسؤولين (وكذلك ضابطًا واحدًا على الأقل كان ينتقده).  من فيجو اقترب الأسطول الروسي الرئيسي من طنجة، المغرب، وفقد الاتصال بكامشاتكا لعدة أيام. انضمت كامشاتكا في نهاية المطاف إلى الأسطول وادَعت أنها اشتبكت مع ثلاث سفن حربية يابانية وأطلقت أكثر من 300 قذيفة، حيث كانت السفن التي أطلقت عليها النار بالفعل عليها تعود لتاجر سويدي، وسفينة ألمانية، وعربة شراعية فرنسية. عندما غادر الأسطول طنجة قطعت سفينة بطريق الخطأ كابل التلغراف بالمدينة مع مرساة لها، مما حال دون الاتصال بأوروبا لمدة أربعة أيام. 
بسبب المخاوف من أن مشروع السفن الحربية الأحدث (والذي أثبت أنه أكبر بكثير من التصميم)  سيمنع مرورها عبر قناة السويس، انفصل الأسطول بعد مغادرته لطنجة في 3 نوفمبر 1904، فسارت البوارج الأحدث وعدد قليل من الطرادات حول رأس الرجاء الصالح تحت قيادة الأدميرال روجستفينسكي بينما واصلت البوارج الحربية القديمة والطرادات الأخف طريقها عبر قناة السويس تحت قيادة الأدميرال فون فيلكيرزام، وتم الاتفاق على التقاء قسمي الأسطول في مدغشقر وتمكن قسمي الأسطول في الوصول إلى مدغشقر بنجاح.  بعد ذلك انتقل الأسطول إلى بحر اليابان حيث هُزِم بشكل ساحق في معركة تسوشيما.
في 25 نوفمبر 1904 وقعت الحكومتان البريطانية والروسية اتفاقًا مشتركًا اتفقا فيهما على عرض القضية على لجنة تحقيق دولية كانت إجراءاتها تستند إلى اتفاقية لاهاي. اجتمعت اللجنة الدولية في باريس في الفترة من 9 يناير إلى 25 فبراير 1905،  وخلص التقرير الذي أصدرته اللجنة الدولية إلى أن: «يعلن المفوضون أن النتائج التي توصلوا إليها، ليست في نظرهم، ذات طبيعة لإلقاء أي تشويه على الصفات العسكرية أو إنسانية الأدميرال روجديستفنسكي أو أفراد أسطوله» وخلص التقرير أيضًا إلى مايلي: «يسعد المفوضون بالإقرار بالإجماع بأن الأدميرال روجستفنسكي شخصيًا فعل كل ما بوسعه، من بداية إلى نهاية الحادث، لمنع سفن الصيد المعترف بها على هذا النحو، من إطلاق النار عليها من قبل الأسطول».

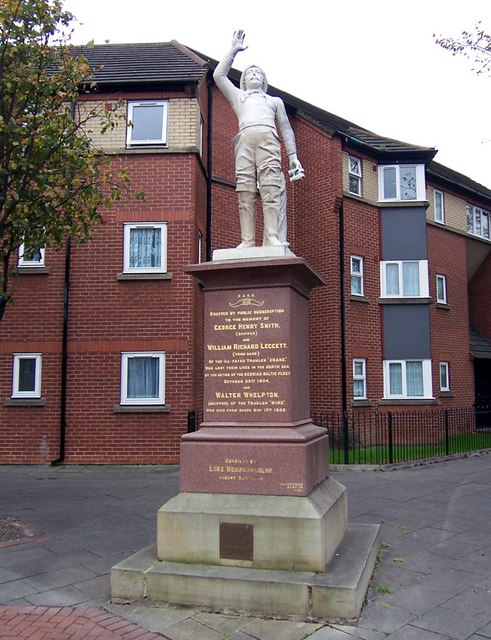
النصب التذكاري للصيادين

دفعت روسيا طوعًا تعويضًا بقيمة 66,000 جنيه إسترليني للصيادين. في عام 1906 تم الكشف عن النصب التذكاري للصيادين في هال لتخليد ذكرى وفاة البحارة البريطانيين الثلاثة، بتمثال ارتفاعه 18 قدمًا يظهر الصياد الميت جورج هنري سميث ويحمل نقش يمكن مشاهدته في الصورة المرفقة.